# China Central Television

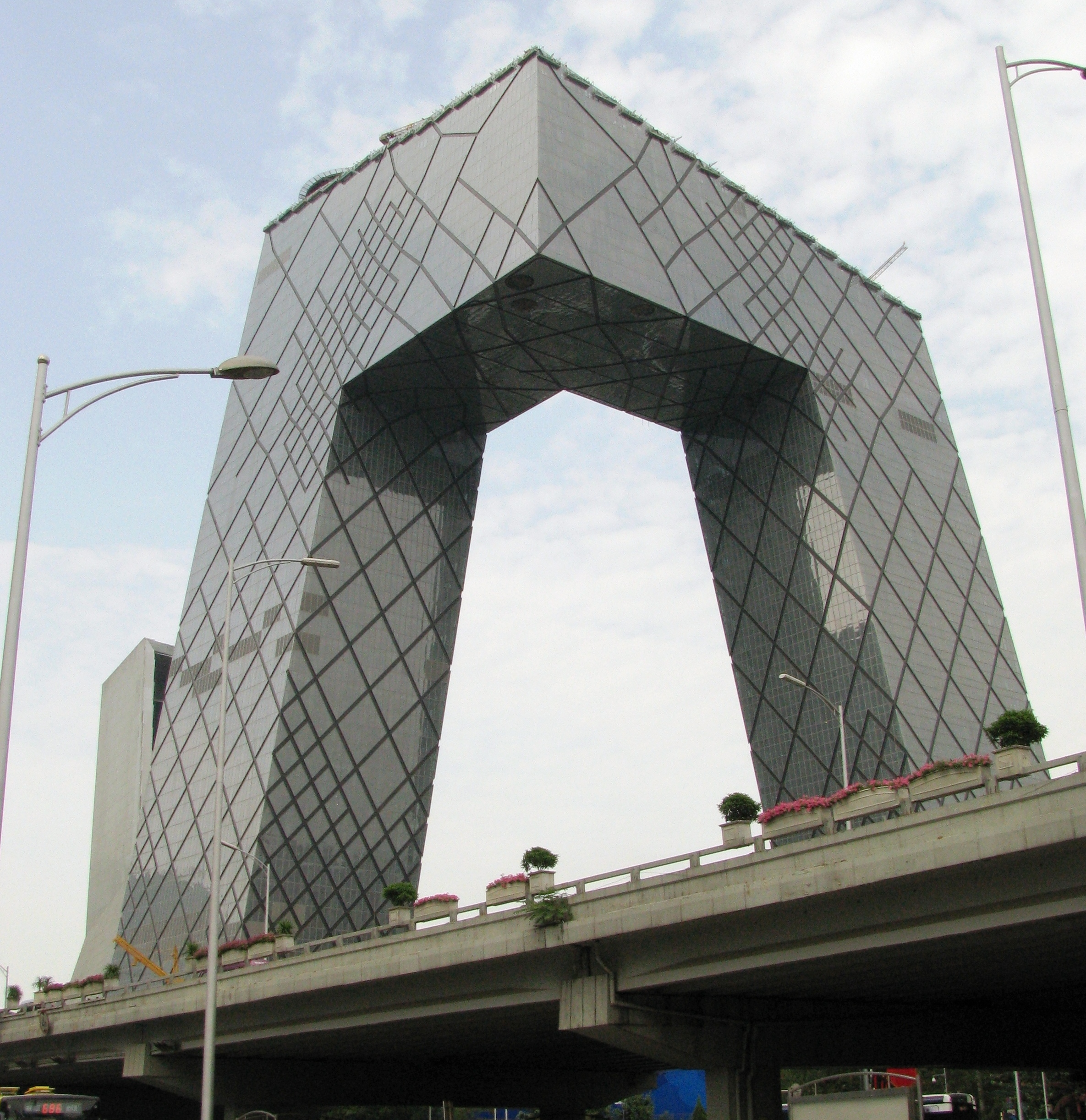
CCTV:s huvudkontor i Peking, invigt 2008

China Central Television (på kinesiska med förenklade tecken: 中国中央电视台, pinyin: Zhōngguó zhōngyāng diànshìtái; vanligen benämnt med förkortningen CCTV) är det största TV-nätverket i Kina.

## Historik
CCTV sände första gången den 2 september 1958 under namnet Beijing dianshitai (Beijings television) efter experimentsändningar som börjat den 1 maj. Namnet ändrades till CCTV den 1 maj 1978. 2008 togs det nya högkvarteret i bruk.
Ännu i slutet av 1980-talet hade CCTV, som många andra kinesiska TV-stationer vid den tiden, bara en kanal. På den tiden sände CCTV bara på kvällen, och sändningarna brukade upphöra vid midnatt. Om sommaren och vintern sände CCTV mitt på dagen för studenter som hade rast. Idag (2007) har de drygt 15 kanaler, bland annat en engelskspråkig som sänder dygnet runt och man sänder även till utlandet via satellit.